# (10364) Tainai
(10364) Tainai (1994 VR1) – planetoida z pasa głównego asteroid okrążająca Słońce w ciągu 3,3 lat w średniej odległości 2,22 j.a. Odkryta 3 listopada 1994 roku.